# El Expreso de la Costa
El Expreso de la Costa es un periódico mensual chileno, editado en Pichilemu, Región de O'Higgins. El periódico, fundado en 2000, tuvo circulación en la provincia Cardenal Caro, de la cual Pichilemu es la capital. Desde 2015 se publica digitalmente.

## Historia

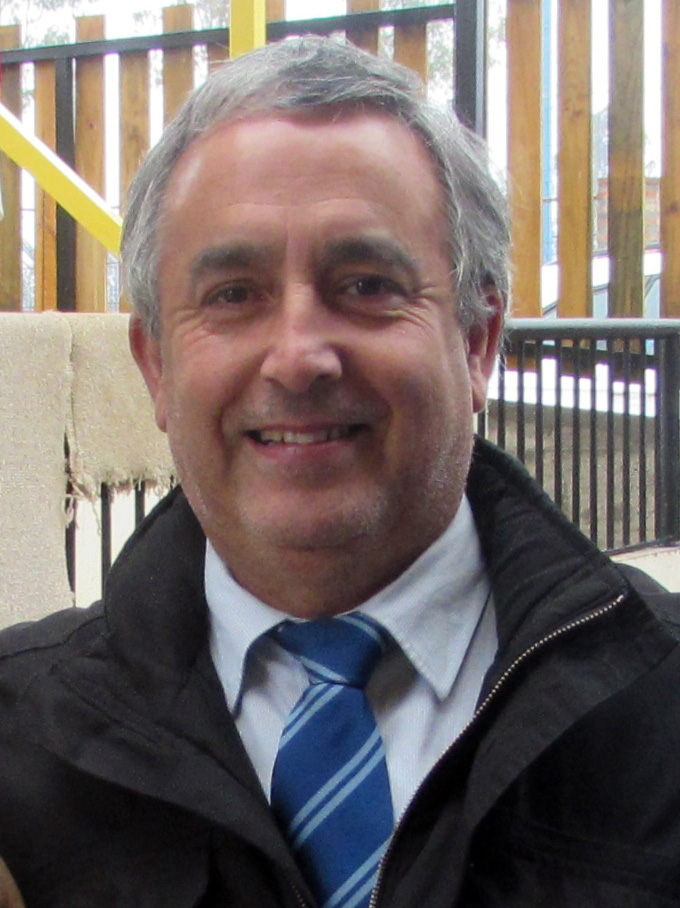
Félix Calderón Vargas, director del periódico.

El periódico El Expreso de la Costa fue fundado y dirigido por Félix José María Calderón Vargas. La primera edición del periódico fue publicada el 30 de junio de 2000, y fue publicado periódicamente durante ese año en once ocasiones hasta ser suspendido. En 2005, volvió con su edición número doce, publicada el 7 de octubre, circulando hasta junio de 2015.